# Мужская сборная Анголы по баскетболу 3×3
Мужская сборная Анголы по баскетболу 3×3 представляет Анголу на международных соревнованиях по баскетболу 3×3. Управляющим органом является Федерация баскетбола Анголы (порт. Federação Angolana de Basquetebo, FAB).
По состоянию на 21 сентября 2024, мужская сборная Анголы по баскетболу 3×3 занимает 103-е место в мировом рейтинге ФИБА мужских сборных по баскетболу 3×3.

## Результаты выступлений
| Турнир           | Золото | Серебро | Бронза | Всего |
| ---------------- | ------ | ------- | ------ | ----- |
| Африканские игры | —      | —       | —      | —     |
| Итого            | —      | —       | —      | —     |

### Африканские игры
| Год        | Место          | Игры           | Победы         | Поражения      | Состав команды                                                      |
| ---------- | -------------- | -------------- | -------------- | -------------- | ------------------------------------------------------------------- |
| Рабат 2019 | 5              | 5              | 2              | 3              | Juscelino Ricardo, Francisco G*****, Glofate Buiamba, Wilson A***** |
| 2023       | не участвовали | не участвовали | не участвовали | не участвовали | не участвовали                                                      |